# PLC放大板
PLC放大板（英語：PLC Amplifier）是用於可编程逻辑控制器（PLC）与輸入設備或輸出設備之间的隔离、电流放大等功能的中继板，所以也称作IO中继板。其作用是提高PLC的带载能力、保护PLC不受到過壓、过载、负载短路等故障，而导致PLC主机損壞。